# 伊赫阿塞特碑
伊赫阿塞特碑（Ihe Ashete），又称阿尔金·塔姆干·达干（Altyn Tamgan Tarhan）碑，是由阿史那咄悉匐之子毗伽·沙缽略·塔姆干·达干树立的石碑铭文。其发现地位于鄂尔浑碑铭西北53公里处。1891年，俄罗斯学者N. P. 莱文首次发现此碑。碑铭发现地位于今蒙古国布尔干省图勒山的东北部。据安德烈亚斯·罗纳-塔斯（András Róna-Tas）考证，该碑立于724年。

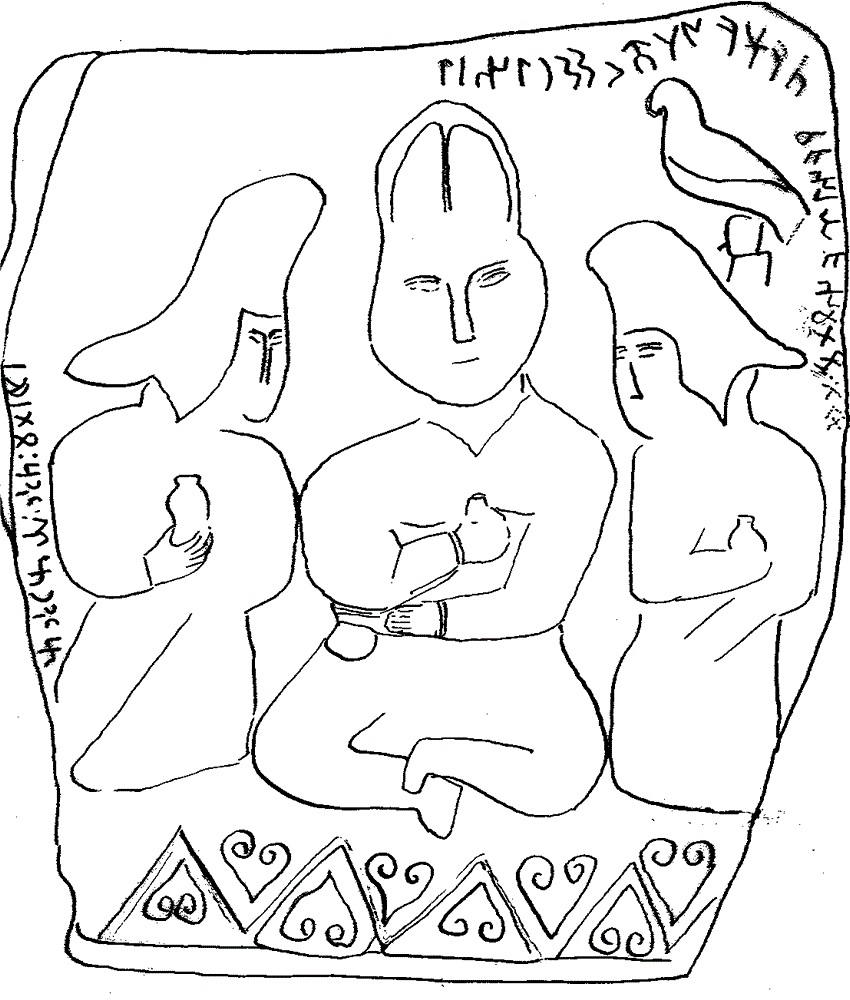
伊赫阿塞特碑，前侧

## 碑文
| 古突厥文 Tekeš Kül Tudun inisi jükünür kün bedizdim Azγanaz er aγïr bedismis Kül Tudun inisi Altun Tamγan Tarqan yoγï umadï(-q?) üčün adïrïltïmïz alqalïlma ülüg uyarlïγ ermis qalïma eki bardïŋïz esiz oγullarï Turïγul Yelgek laγzïn jïl adïrïlïmïsča saqunur ertimiz adïrïlïn öze Teŋiri eriklig mis аqanmïs ... adïrïlïmïs ülügime ... bertim ...er... | 中文翻译 “（我是）特克斯·库尔·吐屯的弟弟。 我在祭祀之日制作了（这块葬仪牌）。 阿扎纳兹恭敬地筹备了此事。 我们曾为失去阿尔金·塔姆干·达干，库尔·吐屯的弟弟， 而哀悼，当时正等待他的葬礼。我们以亲属之名修建了…… ... 你离开了。（你）留下的无主 之子图里古尔·叶尔格在猪年 与你永别，思念着你。你离开了我们。 天上的腾格里…… ……逝去。为我的葬礼……我献出了…… ……人……” |